# 短翼菊头蝠
短翼菊头蝠（学名：Rhinolophus lepidus）为菊头蝠科菊头蝠属的动物。在中国大陆，分布于江西、广西、安徽、四川、浙江等地，多生活于岩洞。该物种的模式产地在印度加尔各答。

## 亚种
- 短翼菊头蝠西南亚种（学名：Rhinolophus lepidus shortridgei），Adersen于1918年命名。在中国大陆，分布于四川等地。该物种的模式产地在缅甸。[2]